# Pseudomicronia archilis
Pseudomicronia archilis is een vlinder uit de familie van de uraniavlinders (Uraniidae). De wetenschappelijke naam van de soort is voor het eerst geldig gepubliceerd door Oberthür.